# AK Učka Sport
Auto klub Učka Sport, hrvatski automobilistički klub iz Osojnaka, Matulji. Uspješni vozač iz ovog kluba je Igor Svaguša.
Osnovan je koncem 2009. godine. Od 2011. godine punopravnim je članom Hrvatskog auto i karting saveza. Osnovan je radi promicanja i približavanja autošporta građanima Općine Matulji, ali i šire. Sudjeluju u organizaciji kako državnih i europskih natjecanja kao što su Prvenstvo Europe u rally-u i Europsko prvenstvo brdskih autoutrka. Vozači i suci iz kluba voze odnosno sude u ovim disciplinama: kružne utrke, brdske autoutrke, rally, autoslalom, vožnje na kronometar i HAKS-ov kup u Formuli Driver.
Suorganizatori utrke Inter Cars Učka.

## Vanjske poveznice
- Racing.hr  Arhivirana inačica izvorne stranice od 19. siječnja 2021. (Wayback Machine)